# Betula papyrifera
Betula papyrifera là một loài thực vật có hoa trong họ Betulaceae. Loài này được Marshall mô tả khoa học đầu tiên năm 1785.
Bạch dương giấy là một loài bạch dương có tuổi thọ không lâu năm ở Bắc Mỹ. Bạnh dương giấy được đặt tên là do vỏ cây mỏng màu trắng mà thường lột vỏ từng lớn tư thân cây trông như giấy. Bạch bạch giấy thường là một trong những loài đầu tiên chiếm lĩnh ở một khu vực bị đốt trong vĩ độ phía bắc và một loài quan trọng để tìm kiếm Nai sừng tấm Á-Âu. Gỗ thường được sử dụng làm giấy và củi đốt.

## Mô tả
Cây có kích thước trung bình cao đến 20 mét, và đặc biệt là tới 40 m với đường kính thân lên đến 76 cm. Trong rừng, nó thường phát triển với một thân cây đơn nhưng khi được trồng như một cây cảnh, nó có thể phát triển nhiều thân cây hoặc nhánh gần mặt đất.
Bạch dương giấy là một loài sống không lâu năm. Chúng chịu đựng nhiệt và độ ẩm kém và chỉ có thể sống được 30 năm ở các khu vực từ 6 trở lên, trong khi các loài cây ở những vùng khí hậu lạnh hơn có thể phát triển hơn 100 năm. B. papyrifera mọc trên nhiều loại đất, từ những tảng đá nổi lên đá tới những chiếc muskegs phẳng của rừng nhiệt đới. Sự tăng trưởng tốt nhất xảy ra ở sâu hơn, tốt cho đất khô tùy thuộc vào vị trí. 

## Hình ảnh

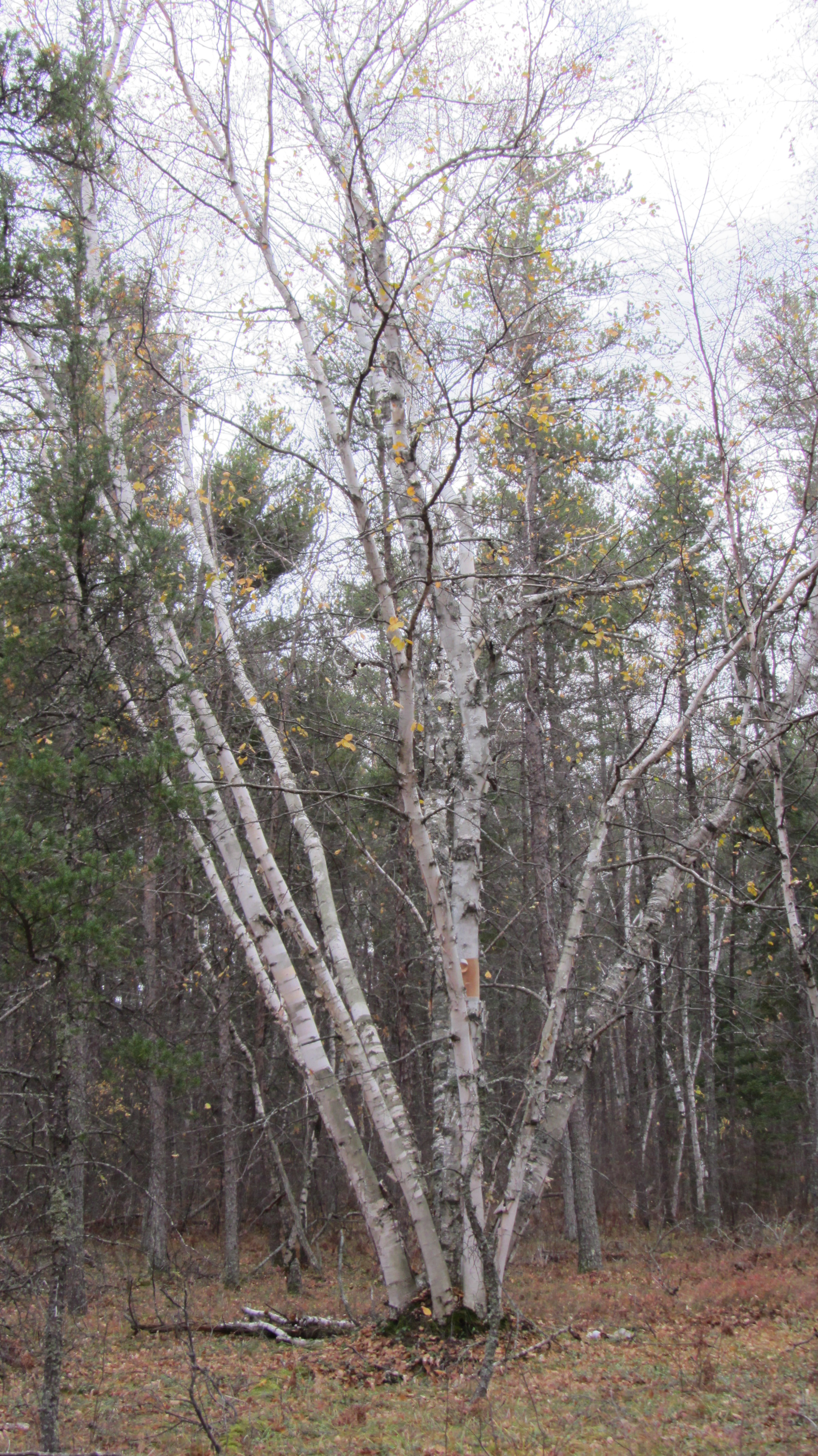
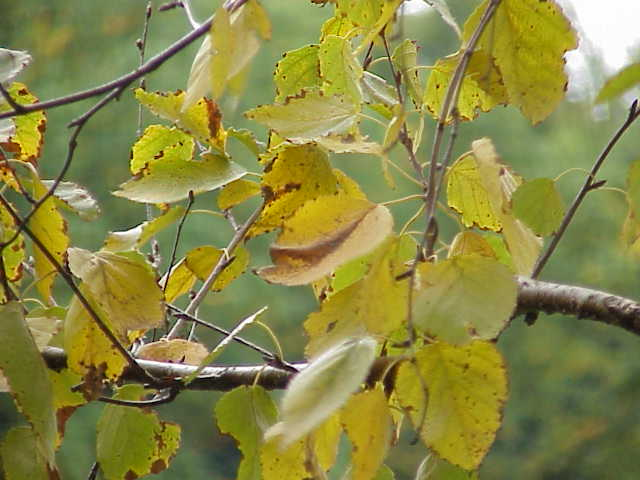
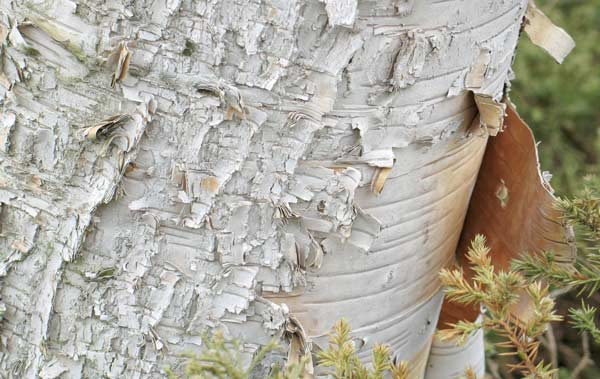
Betula papyrifera còn được gọi là paper birch
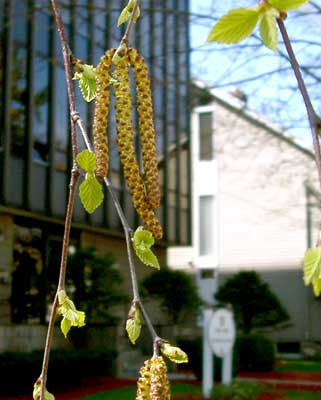